# Cimetière militaire italien de Sébastopol

Monument aux morts.

Le cimetière militaire italien (Итальянское военное кладбище) est un cimetière militaire situé à Sébastopol en Crimée consacré aux soldats du royaume de Sardaigne morts pendant la guerre de Crimée. Il se trouve sur le mont Gasforta près de la ville de Sébastopol. Il ne reste plus qu'un ossuaire avec une stèle érigée au début du XXIe siècle, les différents monuments précédents ayant disparu des suites des bombardements allemands de 1942.

## Histoire
Pendant la Guerre de Crimée, le royaume de Sardaigne prend le parti des alliés. Le 26 avril (8 mai) 1855, le corps expéditionnaire sous le commandement du marquis lieutenant-général Alfonso La Marmora débarque à Balaklava avec 21 000 hommes. Les positions des Sardes étaient sur le mont Gasforta et les hauteurs du Télégraphe. Le corps a pris part aux hostilités le 6 juin 1855, lors de l'assaut des fortifications de Sébastopol par les alliés, puis à la bataille de la Tchernaïa. Pendant le siège, les Sardes ont perdu 2 194 hommes. Il est vrai que douze seulement ont été tués, seize sont morts de blessures, le reste l'a été par une épidémie de choléra bien pire que les balles, les bombes et les boulets de canon. En juin 1855, le frère aîné du commandant, le commandant de la deuxième division d'infanterie, le lieutenant-général Alessandro La Marmora meurt également du choléra.
Les Sardes ont été enterrés aux pieds du mont Gasforta près des villages de Kamara (maintenant Oboronnoïe) et de Kady-Koï (ancien faubourg de Balaklava, maintenant fusionné avec lui).

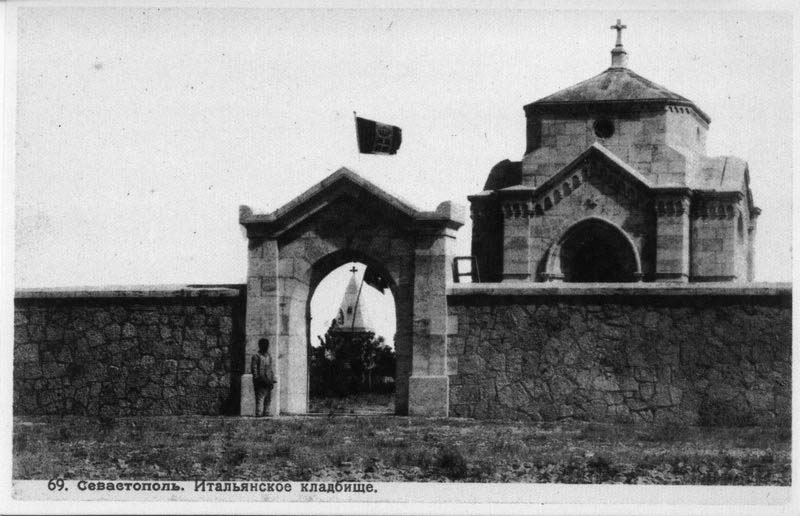
Portail du cimetière italien dans les années 1910.

En août 1882, une élégante chapelle avec une crypte est construite au sommet du mont Gasforta, où se trouvaient autrefois les positions du corps sarde («poste d'observation piémontais») avec un hôpital de campagne de 500 lits. C'est ici dans ce qui devint un ossuaire que furent transférées, selon le vœu du général La Marmora, les dépouilles des tombes qui étaient près des villages de Kamara et de Kady-Koï. Parmi les restes des soldats, officiers et généraux se trouvaient les dépouilles du général Giorgio Ansaldi (it), du général Rodolfo Gabrielli di Montevecchio (it) et du lieutenant-général Alessandro La Marmora. Le corps de ce dernier a été transféré en Italie en 1904.
L'ensemble a été construit par l'ingénieur-major Gherardini. L'édifice s'étendait sur environ 230 mètres carrés entouré d'un mur d'enceinte de moellons. On y accédait par un portail dans le style de la chapelle et des cactus de figuiers de barbarie et des buissons furent plantés à l'intérieur de la clôture. La nécropole étant située sur une montagne, un puits de plus de quarante mètres de profondeur a dû être creusé. Le cimetière a été financé par le gouvernement italien et supervisé par le consul italien d'Odessa.
Pendant le deuxième siège de Sébastopol (1941-1942), la ligne défensive avancée des défenseurs de la ville passait le long du mont Gasforta. Il y avait des jours où la hauteur passait de main en main des Soviétiques ou des Allemands plusieurs fois par jour. La nécropole et la chapelle ont été détruites. Les restes de la création de Gherardini ont été démantelés à la fin des années 1950. Par les fourrés de cactus de figuiers de Barbarie, autrefois importés d'Italie, qui deviennent de moins en moins nombreux, il est encore possible de déterminer visuellement l'emplacement de la nécropole.
En septembre 2004, le monument actuel a été érigé par décret du président de l'Ukraine Leonid Koutchma, dédié à la mémoire éternelle des soldats du royaume de Sardaigne décédés pendant la guerre de Crimée.

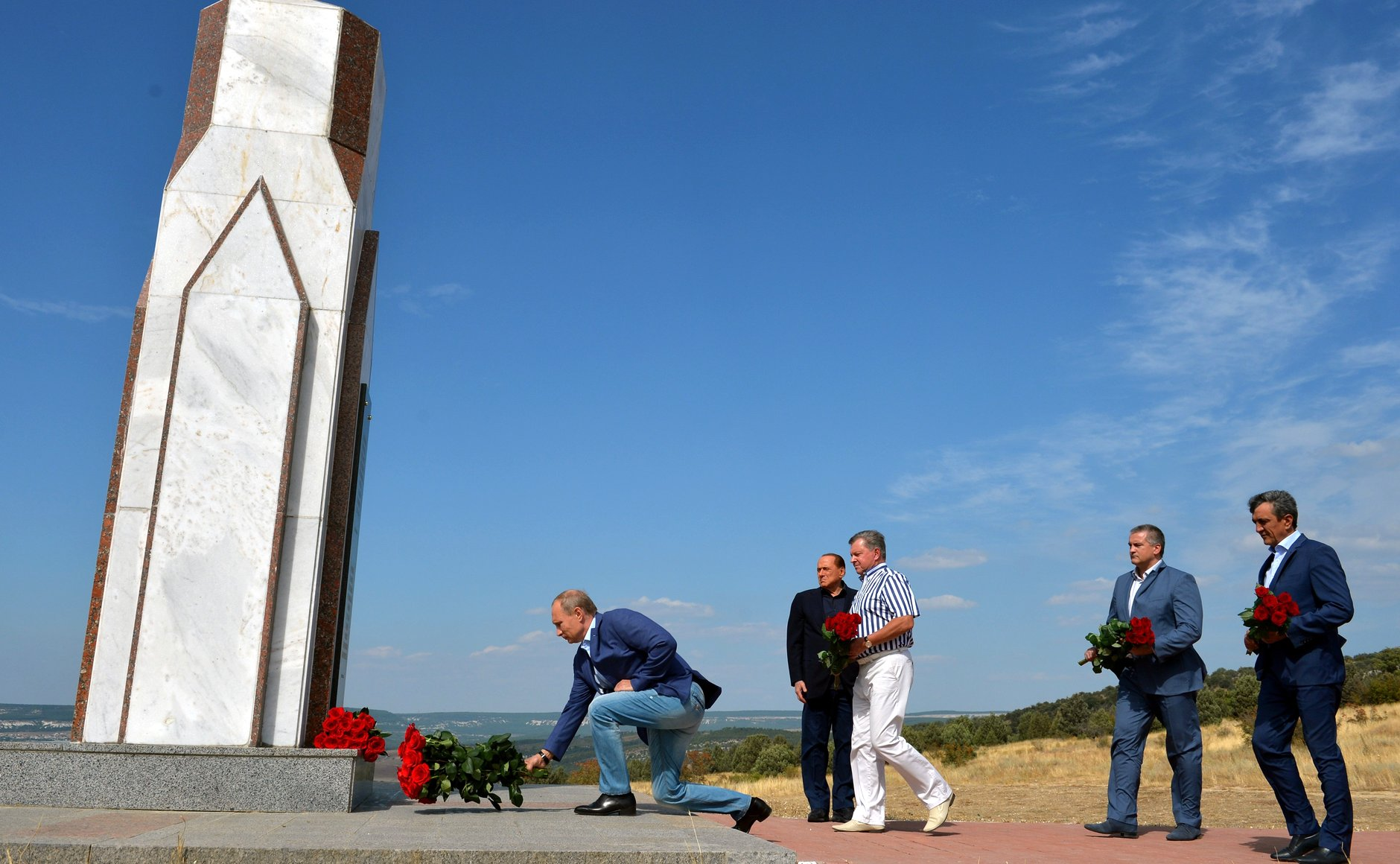
Poutine et Berlusconi au pied du monument du mont Gasforta, dédié aux soldats du corps expéditionnaire du royaume de Sardaigne.

En septembre 2015, le président de la fédération de Russie Vladimir Poutine et l'ancien président du Conseil italien Silvio Berlusconi ont déposé des gerbes de fleurs en hommage aux soldats au pied du monument du mont Gasforta.